# Collaborateurs de l'Encyclopédie méthodique
Plusieurs centaines d'auteurs ont, pendant un demi-siècle – de 1782 à 1832 – participé à la rédaction de l’Encyclopédie méthodique.
Il s'agissait principalement de spécialistes, dont les contributions forment une collection d'œuvres diverses, complétant et synthétisant dans la plupart des cas les compilations à tendance généraliste qui faisaient parfois partie de l’Encyclopédie de Diderot et d'Alembert publiée antérieurement.
Ces contributeurs étaient des techniciens : juristes, médecins, chirurgiens, chimistes, naturalistes, inspecteurs de manufactures, hauts fonctionnaires royaux, professeurs ou encore ingénieurs. Les philosophes et gens de lettres n'étaient qu'une minorité.
Parmi les collaborateurs ou directeurs d'édition figurent de nombreux savants de premier plan, comme le mathématicien Condorcet, le médecin Laënnec, le botaniste Lamarck, le physicien Monge ou l'anatomiste Félix Vicq d'Azyr.
Diderot, d'Alembert et d'autres collaborateurs de l’Encyclopédie peuvent être rangés parmi les contributeurs indirects, dans la mesure où certains de leurs articles ont été repris, complétés ou amendés dans l‘Encyclopédie méthodique.

## Liste des principaux contributeurs
AUTEURS
- Jean-Louis Alibert, auteur d'articles dans les volumes Médecine
- Antoine Allut, auteur des articles consacrés au verre dans la partie Arts et métiers mécaniques
- Charles-Louis-François Andry, auteur d'articles de médecine pratique et de biographie médicale dans les volumes Médecine
- Jean Guillaume Audinet-Serville (insectes)
- Nicolas Baudeau, éditeur de la partie Commerce
- Jacques-Joseph Baudrillart, auteur, avec Bosc d'Antic, du volume VII de la partie Agriculture, consacrée aux arbres et aux forêts
- Antoine-Laurent Jessé Bayle, auteur d'articles dans les volumes Médecine
- Nicolas Beauzée, auteur, avec Marmontel, des volumes Grammaire et littérature
- Nicolas-Sylvestre Bergier, auteur des volumes de Théologie
- Pierre Bertholon de Saint Lazare, co-auteur des volumes de Physique
- Louis Marie Blanquart de Septfontaines, auteur du volume Forêts et bois
- Étienne Nicolas Blondeau, auteur d'articles dans la partie Marine
- François Gabriel Boisseau, auteur d'articles de Médecine
- Pierre-Joseph Bonnaterre, auteur de l'Extrait des meilleurs auteurs d'agriculture, et rédacteur des volumes sur l'ichtyologie, la cétologie, l'erpétologie, l'ophiologie et l'ornithologie
- Jean-Baptiste Bory de Saint-Vincent, collaborateur aux volumes consacrés aux Zoophytes et aux Vers ; co-auteur du dernier volume de la Géographie physique et de l'Atlas
- Louis Augustin Bosc d'Antic, auteur principal des volumes IV à VII de l'Agriculture
- Charles Bossut, co-auteur principal des Mathématiques
- André-Jean Boucher d'Argis, auteur d'articles de Jurisprudence
- Edme Jean-Baptiste Bouillon-Lagrange, auteur d'articles de Médecine
- Gilbert Breschet, auteur d'articles de Médecine
- Jean-Joseph Brieude, auteur d'articles de Médecine
- Jean-Guillaume Bruguière, co-auteur de l'Histoire naturelle des vers
- Augustin-Pyrame de Candolle, auteur d'articles pour la Botanique
- Jean-Dominique Cassini, co-auteur des volumes de Physique
- Antoine-Laurent Castellan, auteur d'articles pour les volumes d'Architecture
- Giovanni Francesco Salvemini da Castiglione, auteur d'articles de Mathématiques
- Michel Paul Guy de Chabanon, auteur d'articles pour les volumes de Musique
- Nicolas Chambon, auteur d'articles de Médecine
- Jacques Charles, dit Le Géomètre (1752 ? - 1791 ?) [à ne pas confondre avec Jacques-Alexandre-César Charles], auteur d'articles dans la série Mathématiques
- François Chaussier, collaborateur principal des articles consacrés à la pharmacie dans les volumes de Chimie
- Hippolyte Cloquet, collaborateur principal du Système anatomique
- Jean Colombier, auteur des articles sur la médecine militaire, les maladies des hôpitaux et des prisons dans les volumes de Médecine
- Nicolas de Condorcet, auteur principal des volumes de Mathématiques
- Herrman-Gaspard Cotty, auteur de la partie Artillerie
- Louis Jean-Marie Daubenton, auteur principal de l'Histoire naturelle des animaux
- Jean-Nicolas Démeunier, auteur principal des volumes Économie politique et diplomatique, et dont les articles sur l'Amérique furent révisés par Thomas Jefferson[3]
- Éléonore-Marie Desbois de Rochefort, auteur d'articles pour l'Économie politique et diplomatique
- Gérard-Paul Deshayes, auteur des volumes II et III de l'Histoire naturelle des vers
- Jacques-Armand-Eudes Deslongchamps, co-auteur de l'Histoire naturelle des zoophytes
- Nicolas Desmarest, auteur d'articles de Géographie physique et du texte de l'Atlas géographique
- Jean-Baptiste Desplas, auteur d'articles de Médecine
- Joseph-Auguste Desrousseaux, auteur d'articles de Botanique
- François Doublet, auteur d'articles de Médecine
- Jean-Baptiste Dubois de Jancigny, auteur d'articles dans les volumes Agriculture
- Antoine-Nicolas Duchesne, auteur d'articles dans les volumes Agriculture
- Nicolas-Claude Duval-Leroy, auteur d'articles dans les volumes Marine
- Claude-Joseph Ferry, co-auteur du dernier volume de Géographie physique
- Jean-Étienne Feytou, auteur d'articles pour les volumes de Musique
- Antoine-François Fourcroy, auteur principal des volumes de Chimie
- Nicolas-Étienne Framery, auteur principal, avec Ginguené, de la série Musique
- Gabriel-Henri Gaillard, auteur d'articles pour les volumes d'Histoire
- Jean-Philippe Garran de Coulon, auteur d'articles de Jurisprudence
- René-Claude Geoffroy de Villeneuve, auteur d'articles de Médecine
- Pierre-Nicolas Gerdy, auteur d'articles de Médecine
- Nicolas-Pierre Gilbert, auteur d'articles de Médecine
- Pierre-Louis Ginguené, co-auteur, avec Framery, des volumes de Musique
- Jean-Baptiste Godart, auteur du volume d'Entomologie
- Jean Goulin, auteur d'articles de Médecine
- Guillaume Grivel, auteur d'articles d'Économie politique et diplomatique
- Louis-Furcy Grognier, auteur d'articles de Médecine
- Félix Édouard Guérin-Méneville, auteur de l'Explication des planches consacrées aux Insectes
- Jean-Pierre-François Guillot-Duhamel, auteur des articles consacrés à la Métallurgie
- Louis-Félix Guynement de Kéralio, auteur des trois premiers volumes d'Art militaire
- Joseph-Nicolas Guyot, auteur d'articles sur le droit criminel dans les volumes de Jurisprudence
- Louis-Bernard Guyton-Morveau, auteur d'articles de Chimie
- Jean-Noël Hallé, auteur d'articles de Médecine
- Jean-Henri Hassenfratz, auteur principal des volumes de Physique
- Pierre-Paul-Nicolas Henrion de Pansey, auteur d'articles sur le droit féodal dans les volumes de Jurisprudence
- Nicolas- Joseph Hüllmandel, auteur d'articles de Musique
- Jean-Jacques-Nicolas Huot, auteur principal du dernier volume de Géographie physique
- Jean-Nicolas Huyot, auteur d'articles pour les volumes d'Architecture
- Jean-Baptiste Huzard, auteur d'articles vétérinaires dans les volumes de Médecine
- Paul Jolly, auteur d'articles de Médecine
- Jacques Lacombe, auteur principal des volumes Amusements des sciences, Art aratoire, Dictionnaire des jeux, Chasse, Pêches, Encyclopédiana, co-auteur des volumes Arts et métiers mécaniques
- Pierre-Louis de Lacretelle, auteur des volumes de Logique et métaphysique
- Jean-Gérard Lacuée de Cessac, auteur d'articles d'Art militaire
- René-Théophile-Hyacinthe Laënnec, auteur d'articles de Médecine
- Joseph-Jérôme Lefrançois de Lalande, auteur principal des volumes de Mathématiques
- Jean-Baptiste Lamarck, auteur des premiers volumes de Botanique
- Jean-Vincent-Félix Lamouroux, auteur d'articles pour l'Histoire naturelle des zoophytes
- Pierre André Latreille, auteur d'articles et de l'explication des planches de la partie Insectes
- Charles Leclerc de Montlinot, auteur d'articles d'Économie politique et diplomatique
- Amédée Louis Michel Lepeletier, auteur d'articles d'Entomologie
- Pierre-Charles Levesque, éditeur des volumes consacrés aux Beaux-Arts
- Jean-Baptiste Louyer-Villermay, auteur d'articles de Médecine
- François Magendie, auteur d'articles de Médecine
- Hugues Maret, auteur des articles consacrés à la pharmacie dans les volumes de Chimie
- Jean-François Marmontel, auteur principal, avec Beauzée, des volumes de Grammaire et littérature
- Nicolas Masson de Morvilliers, auteur de la Géographie moderne
- Pierre-Jean-Claude Mauduyt de la Varenne, auteur d'articles d'Ornithologie
- Edme Mentelle, auteur des volumes de Géographie ancienne
- François-Victor Mérat de Vaumartoise, auteur d'articles de Médecine
- Jérôme-Joseph de Momigny, auteur d'articles de Musique
- Gaspard Monge, auteur d'articles pour les volumes de Physique
- Antoine Mongez, auteur des volumes consacrés aux Antiquités
- Jean-Denis de Montlovier, auteur d'articles d'Art militaire
- Louis-Jacques Moreau de la Sarthe, auteur principal du volume X de Médecine
- Jacques-André Naigeon, auteur principal des volumes de Philosophie
- Guillaume-Antoine Olivier, auteur principal des volumes sur les Insectes
- Antoine Augustin Parmentier, auteur d'articles sur l'Agriculture
- Philippe Petit-Radel, auteur principal des articles de Chirurgie
- Jacques Peuchet, auteur des volumes IX et X de la Jurisprudence, ainsi que du volume consacré à l'Assemblée constituante
- Philippe-Isidore Picot de Lapeyrouse, auteur d'articles d'Ornithologie
- Philippe Pinel, auteur d'articles de Médecine
- Jean-Louis-Marie Poiret, collaborateur principal, avec Lamarck, des volumes de Botanique
- Gaspard de Prony, auteur d'articles pour la partie Forêts et bois
- Jean Joseph Étienne Poutet, auteur des traités sur les huiles et les savons dans le Tome IV des Manufactures, arts et métiers
- Antoine Chrysostome Quatremère de Quincy, auteur des volumes consacrés à l'Architecture
- Jean-Louis-Antoine Reynier, auteur d'articles d'Agriculture
- François Robert, auteur d'articles de Géographie moderne
- Jean-Marie Roland de la Platière, auteur principal des premiers volumes consacrés aux Manufactures, arts et métiers
- Jean Rondelet, auteur d'articles d'Architecture
- Jean-Baptiste Bonaventure de Roquefort, auteur d'articles de Musique
- Jacques-Philibert Rousselot de Surgy, auteur des volumes consacrés à la Finance
- Charles-Jacques Saillant, auteur d'articles de Médecine
- Jules-César Savigny, auteur d'articles de Botanique
- Jean Senebier, auteur du Dictionnaire de physiologie végétale figurant dans la partie Forêts et bois
- Joseph Servan, auteur principal du Supplément de l'Art militaire
- François-Joseph Servois, auteur d'articles concernant l'Artillerie
- Jean-Baptiste Antoine Suard, auteur d'articles de Musique
- Henri-Alexandre Tessier, auteur principal, avec Thouin, des volumes d'Agriculture
- André Thouin, auteur principal, avec Tessier, des volumes d'Agriculture
- Jean-Baptiste Joseph Tyrbas de Chamberet, auteur d'articles de Médecine
- Louis-Nicolas Vauquelin, auteur d'articles de Chimie
- Alfred Velpeau, auteur d'articles de Médecine
- Honoré Sébastien Vial de Clairbois, auteur principal des volumes de Marine
- Félix Vicq d'Azyr, auteur des premiers volumes de Médecine et d'une partie du Système anatomique
- Jean-Louis de Viefville des Essarts, auteur d'articles pour les volumes de Jurisprudence
- Louis-Jean-Pierre Vieillot, auteur d'articles d'Ornithologie
- Louis René Villermé, auteur d'articles de Médecine
- Volney, auteur de la chronologie figurant dans les volumes Antiquités
- Claude-Henri Watelet, auteur d'articles sur les Beaux-Arts

GRAVEURS
- Jean-Baptiste Audebert, auteur de planches de Botanique
- Robert Bénard, responsable de la gravure de toutes les planches de l'Encyclopédie méthodique
- Rigobert Bonne, auteur des cartes de l'Atlas géographique
- Jacques Bouillard, auteur de planches d'Antiquités
- Angélique Mongez, auteur de planches d'Antiquités
- Henri-Joseph Redouté, auteur de planches de Botanique et de Vers
- Pierre-Joseph Redouté, auteur de planches de Botanique et de Vers
- Jacques de Sève, auteur de planches d'Ornithologie
- Ambroise Tardieu, graveur de cartes pour l'Atlas de géographie physique